# إيفيرمكتين
ينتمي إيفيرمكتين إلى الأدوية المضادة للطفيليات. يشمل الغزو الطفيلي عند الإنسان عدوى قمل الرأس والجرب والعمى النهري (داء كلابية الذنب) وداء الاسطوانيات الشعرية وداء المسلكات وداء الفيل. يستخدم هذا الدواء في الطب البيطري لعلاج دودة القلب والجرب القرادي والوقاية منهما إضافةً إلى استطبابات أخرى. يعمل الإيفيرمكتين من خلال عدة آليات تؤدي إلى موت الطفيلي المستهدف. يمكن أن يعطى هذا الدواء عن طريق الفم ويمكن تطبيقه على الجلد في العدوى الخارجية. ينتمي هذا الدواء إلى عائلة من الأدوية تدعى الأفيرميكتنات.
اكتُشف الإيفيرمكتين عام 1975، ودخل سوق الأدوية البيطرية لأول مرة عام 1981. تبع ذلك استخدامه على البشر في أواخر ثمانينيات القرن العشرين. أدرج هذا الدواء في قائمة الأدوية الأساسية النموذجية لمنظمة الصحة العالمية واعتمدته إدارة الغذاء والدواء في الولايات المتحدة لعلاج الأمراض الطفيلية.
في عام 2018، أصبح الإيفيرمكتين في المرتبة 420 ضمن قائمة أشيع الأدوية الموصوفة في الولايات المتحدة بأكثر من 100 ألف وصفة طبية، ويتوافر في الأسواق بشكل دواء مكافئ.
انتشرت معلومات مغلوطة خلال جائحة كوفيد-19 تدعي أن الإيفيرمكتين يفيد في علاج الإصابة بالفيروس والوقاية منه، لكنها غير مدعومة بأدلة علمية. ما تزال الأبحاث مستمرة حول استخدامه، وذكرت العديد من المنظمات الصحية الكبرى بما فيها إدارة الغذاء والدواء في الولايات المتحدة ومراكز السيطرة على الأمراض ووكالة الأدوية الأوروبية ومنظمة الصحة العالمية أن الإيفيرمكتين لم يحظ بتصريح الاستخدام في علاج الكوفيد-19.

## الاستخدامات الطبية
يستخدم الإيفيرمكتين لعلاج الأمراض البشرية التي تسببها الديدان الشريطية والطفيليات الخارجية.

### أخماج الديدان
في مرض العمى النهري (داء كلابية الذنب) وداء الفيل، يُستخدم الإيفيرمكتين ضمن حملات الإعطاء الجماعي للأدوية لجميع أفراد المجتمع المتأثرين بالمرض. بالنسبة للعمى النهري، تزيل جرعة فموية وحيدة من الإيفيرمكتين (150 مكغ/كغ من وزن الجسم) يرقات كلابية الذنب من الجسم لعدة أشهر ما يمنع انتقال المرض وتطوره.
تعيش الديدان البالغة في الجلد، وتستعيد نشاطها لاحقًا لتعطي الديدان اليرقية مجددًا. يمكن إعطاء الإيفيرمكتين مرة واحدة على الأقل لمدة 10-15 سنة لإبقاء هذه الديدان في مرحلة الهجوع، وهذه الفترة تمثل فترة حياة الديدان.
في داء الفيل، يُعطى الإيفيرمكتين (200 مكغ/كغ من وزن الجسم) ضمن العلاج المركب السنوي: الإيفيرمكتين وسيترات ثنائي إيتيل الكاربامازين والألبيندازول في الأماكن الموبوءة بداء كلابية الذنب. تعتبر منظمة الصحة العالمية أن الإيفيرمكتين هو الخيار العلاجي المفضل لداء الإسطوانيات. تعالج معظم الحالات بجرعتين يوميًا من الدواء الفموي (200مكغ/كغ من وزن الجسم) بينما تعالج الأخماج الشديدة بالإيفرمكتين لمدة 5-7 أيام.
يُعد الإيفيرمكتين أيضًا العلاج الأساسي للمنسونيلة الأوزاردية وداء هجرة اليرقات الجلدي. توصي مراكز السيطرة على الأمراض والوقاية منها باستخدام الإيفيرمكتين أو الميبيندازول أو الأليبندازول لعلاج داء الإسكاريس.
يضاف الإيفيرمكتين أحيانًا إلى الأليبندازول أو إلى الميبيندازول لعلاج الديدان السوطية، ويعد الخط الثاني لعلاج داء الفغميات.

### العث والحشرات
يستخدم الإيفيرمكتين أيضًا لعلاج العدوى بالمفصليات الطفيلية. يعالج داء الجرب –الإصابة بالقارمة الجريبية– بوساطة البرمثرين الموضعي أو الإيفيرمكتين الفموي. في معظم حالات الجرب، يستخدم الإيفيرمكتين في نظام جرعتين: الجرعة الأولى تقتل العث النشط دون أن تقضي على البيوض، وعلى مدار الأسبوع التالي يفقس البيض فتقضي الجرعة الثانية على العث حديث الفقس.
بالنسبة للحالات الشديدة من الجرب المتقشر، توصي مراكز السيطرة على الأمراض والوقاية منها في الولايات المتحدة بإعطاء سبع جرعات من الإيفيرمكتين في شوط علاجي يمتد نحو شهر بالإضافة إلى مضاد الطفيليات الموضعي.
يمكن علاج كلتا حالتي قمل الرأس وقمل العانة بالإيفيرمكتين الفموي أو غسول الإيفيرمكتين الذي يطبق مباشرةً على المنطقة المصابة، ويمكن استخدام أنواع أخرى من المبيدات الحشرية.
يستخدم الإيفيرمكتين أيضًا لعلاج العد الوردي والتهاب الجفن، وكلاهما قد يحدث أو يتفاقم نتيجة الإصابة بالدويدية الجريبية.

## الاستعمال
1. علاج عدوى قمل الرأس.
2. علاج الجرب.
3. علاج داء كلابية الذنب.
4. علاج داء الأسطوانيات الشعرية.
5. علاج داء المسلكات.
6. علاج داء الأسكارس.
7. علاج داء الفيل.
8. علاج العد الوردي.

## آلية التأثير
دواء نصف تركيبي قاتل للديدان، يرتبط بشكل انتخابي وبإلفة كبيرة لقنوات الكلوريد المبوبة بالغلوتامات فيزيد نفوذية الأغشية الخلوية الخاصة بالديدان لشوارد الكلوريد مما يسبب فرط استقطاب خلاياها العصبية والعضلية وبالتالي موتها.

## الحرائك الدوائية
- يصل للذروة بعد 3-6 ساعات على بدء تناوله
- يمتص جيداً بالجهاز الهضمي
- لا يعبر الحاجز الوعائي الدماغي
- عمره النصفي الإطراحي 16-32 ساعة
- يستقلب في الكبد ويطرح مع البول (<1%) والباقي بالبراز.

## موانع الاستخدام
يمنع استخدام الإيفيرمكتين للأطفال دون سن الخامسة أو الذين يقل وزنهم عن 15 كجم، والنساء الحوامل والمرضعات، والأفراد المصابين بأمراض الكبد أو الكلى.

## الجرعة والأشكال الصيدلانية
الأطفال (بوزن>15كغ) والبالغين، فموي:
1. للديدان الأسطوانية: 200مكغ/كغ جرعة واحدة
2. للديدان كلابية الذنب: 150مكغ/كغ جرعة واحدة

- قد يستطب إعادة الشوط العلاجي كل 3-12 شهر إلى أن تموت الديدان البالغة.
- يجب أخذه مع الماء، مع إجراء فحص عياني دوري.
- يحضر كأقراص 3 ملغ.

## الآثار الجانبية
- قلبية وعائية: انخفاض توتر شرياني، وذمة محيطية ووجهية، تسرع قلب عابر.
- عصبية مركزية: دوام، صداع، فرط حرارة، أرق، نعاس، دوار.
- متنوعة: شرى، حكة، إسهال، إقياء، ألم بطني، قلة كريات بيض، كثرة حمضات، ارتفاع تركيز الخمائر الناقلة للأمين، آلام عضلية، ارتعاش، ضعف عضلي، تشوش الرؤية، التهاب ملتحمة خفيف، عتامات نقطية.

## مضادات الاستطباب
فرط الحساسية له أو لأحد مكوناته

## الحمل
ينتمي لأدوية المجموعة C.